# La Trinitat Nova

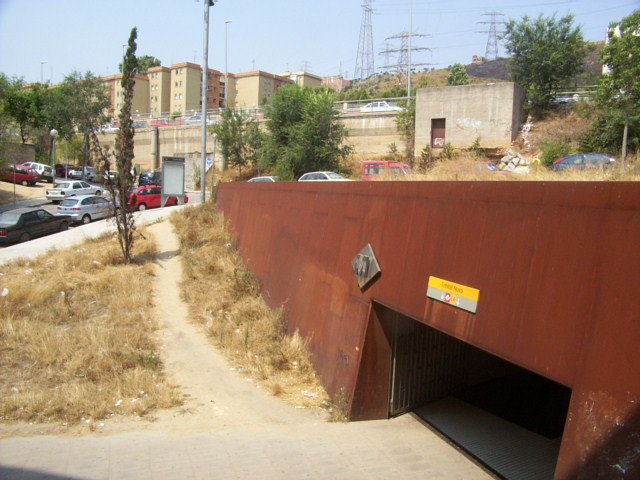
Imatge de 2002 de l'entrada a l'estació de metro de Trinitat Nova

La Trinitat Nova és un dels 13 barris del districte de Nou Barris de Barcelona. No s'ha de confondre amb el barri de Trinitat Vella, separat de la Trinitat Nova per l'Avinguda Meridiana. La Trinitat Nova sempre ha sigut un barri marginal, però en els darrers anys l'Ajuntament de Barcelona ha treballat per evitar-ho.
Té una superfície de 0,80 km² i una població de 7.669 habitants (al 2019). El que fa que tingui una densitat de població relativament baixa de 13.298 hab./ Km² .

## Límits
El barri delimita principalment pels carrers d'Aiguablava, Garbí, Via Favència i per l'Avinguda Meridiana. Els barris que l'envolten són els de les Roquetes, Trinitat Vella, Torre Baró i la Prosperitat.

## Fesomia del barri
La Trinitat Nova, en els seus inicis, era quasi tota la seva superfície zona enjardinada sense construccions. A la part de la Meridiana (la part baixa del barri), al voltant de la dècada de 1950 es van començar a fer pisos de protecció oficial. Amb pocs diners per a la construcció i amb la pressió que hi havia quan l'època franquista, a la dècada de 1990 se'ls va diagnosticar que tenien aluminosi.
El 1997 es va aprovar un pla de reforma al barri, ja que les condicions en què aquest estava eren pèssimes. L'anomenat "Pla URBAN" de la Unió Europea en col·laboració amb l'Ajuntament de Barcelona van començar a remodelar el barri. En diferents fases, des del 2001 fins al dia d'avui s'estan construint habitatges públics nous per expropiar als veïns que viuen als blocs vells i traslladar-los als nous. El motiu de la remodelació és, principalment, perquè en la construcció de gran part del barri, en l'època franquista, es va utilitzar un ciment que patia d'aluminosi. Al mateix temps que es remodela el barri i els blocs vells desapareixen es creen zones verdes.

## Arribada del metro
La innovació més gran del barri és l'arribada del Metro de Barcelona. En un primer moment va arribar la Línia 4, l'any 1999, aprofitant el túnel dels tallers per fer aquesta nova estació i així perllongar la línia des de l'estació de Via Júlia (anteriorment anomenada "Roquetes"). Posteriorment, l'any 2003, es va inaugurar la Línia 11 (aquesta línia és en realitat la prolongació de la L4 en metro lleuger). I finalment l'any 2008 va arribar al barri la Línia 3, després de la seva prolongació des de l'Estació de Canyelles d'aquesta mateixa línia.

## Serveis

### Autobús
El barri de la Trinitat Nova compta amb diferents línies d'autobús. En servei diürn, serveixen el barri les línies H2, D50 i V29 de la xarxa ortogonal de bus; les línies convencionals 11, 60, 62, 76, 96, 97 i 104; i la línia 127 del servei del Bus del Barri; totes elles operades per TMB. També donen servei al barri les línies de proximitat 80 i 81 de Bus Nou Barris. Quant al servei nocturn, el barri disposa de les línies N1, N3 i N6 del NitBus.

### Metro
El barri disposa de dues estacions de metro. Per una banda, l'estació de Trinitat Nova, estació terminal a on tenen correspondència les línies L3, L4 i L11; i, d'altra banda, l'estació de Casa de l'Aigua, de la L11, situada a molt poca distància de l'estació anterior, Trinitat Nova.

### Bicing
El barri disposa de dues estacions de Bicing, una situada al carrer Pedrosa núm. 24, i una altra situada al carrer Palamós núm. 33, just al límit amb el barri de la Prosperitat.

### Equipaments
Pel que fa a serveis públics, la Trinitat Nova disposa d'un mercati d'un centre d'atenció primària, situats tots dos al carrer de Las Chafarinas. A la part alta del barri, al carrer Aiguablava, hi ha una comissaria dels Mossos d'Esquadra i una oficina de renovació de documentació del Cos Nacional de Policia. Al carrer de la Fosca s'hi pot trobar un centre de dia per a gent gran.
Quant a educació, al barri s'hi pot trobar l'Institut Escola Trinitat Nova, institució formada per la Llar d'Infants L'Airet i els antics CEIP Sant Jordi i IES Roger de Flor. També hi ha una altra escola bressol, l'Escola Bressol Trinitat Nova. Quant a educació superior, al barri hi tenen la seu l'Escola Superior de Conservació i Restauració de Béns Culturals de Catalunya i l'Institut Tecnològic de Barcelona.
El barri també és la seu de l'Ateneu Popular Nou Barris, un centre de titularitat pública i de gestió associativa, situat al carrer de Portlligat, amb activitats principalment artístiques i socials, destacant especialment les escoles de circ.
Quant a oci, la Trinitat Nova disposa del Casal de Barri - Trinitat Nova SomLaPera. Inaugurat l'any 2018 a la confluència dels carrers Palamós, Garbí i S'Agaró, el seu objectiu és donar un espai a veïns i veïnes on poder fer activitats culturals i d'oci. El barri també disposa d'un casal infantil per a canalla d'entre 5 i 12 anys, anomenat "El Desván", al carrer Vila-real.
Completen el llistat d'equipaments el conegut popularment com a Parc del Metro, un parc diàfan inaugurat l'any 2008 junt amb l'estació de la L3 del metro; el Parc de l'Amistat, que disposa d'una zona equipada amb porteries i cistelles; i les diferents zones verdes sorgides del procés de renovació del barri.

## Confusió amb la Trinitat Vella
Hi ha gent que confon la Trinitat Nova amb la Trinitat Vella, barri que hi ha al costat de la Trinitat Nova encara que en diferent districte. Tots dos barris se separen principalment per l'Avinguda Meridiana.